# 三墳五典
三墳五典（さんぷんごてん）とは、中国古代の書籍と伝えられるもの。どのような書であったかは諸説紛々としてわからない。三墳五典、またはそれを略した「墳典」「典墳」は、珍しい貴重な書籍を意味する語として、後世の詩文によく使われる。『千字文』にも「既集墳典」として見える。

## 伝承
三墳五典の名は、『春秋左氏伝』昭公12年に見え、それによると楚の霊王が左史の倚相をほめて「三墳・五典・八索・九丘を読むことができる」と言ったという。杜預の注は「みな古書の名である」と簡単に述べるにとどまる。このうち八索は『国語』にも出てくるが、韋昭は書物ではなく身体の部位のこととする。
『周礼』春官・外史に「三皇五帝の書を掌る」とあり、鄭玄注に三墳五典のこととする。三墳五典が何を指すかは、人によって説が異なる。もっとも有名なのは孔安国に仮託された『尚書』序の説で、「伏羲・神農・黄帝の書を三墳といい、大道を説いたものである。少昊・顓頊・高辛・唐・虞の書を五典といい、常道を説いたものである」といい、また八索は八卦の説で、九丘は九州について記したものとする。書序はまた、孔子が三墳五典をもとに『尚書』百篇を選び、八索九丘は孔子によって除かれたとする。
そのほか、賈逵によれば、三墳は三王（禹、湯王、文王・武王）の書、五典は五帝の典、八索は八王の法、九丘は九州亡国の戒であるという。延篤は張衡の説により、三墳は三礼、五典は五帝の常道、八索は『周礼』にいう八議の刑（八辟）、九丘は九刑であるとする。馬融は三墳を天地人の気、五典を五行、八索を八卦、九丘を九州の数であるとする。
『釈名』によると、三墳は天地人の三才の区分を論じたものであり、五典は五等の法であり、八索は孔子のように王にならなかった聖人の法であり、九丘は九州の地勢の違いに応じて教化するものであるとする。また、これらの書物はすべて上古の書物であり、『尚書』堯典以外は滅んだとしている。

## 文字の存在
三墳を三皇の書とした場合、三皇は黄帝より前の人物であるので、「黄帝の時代に蒼頡が文字を作った」というもうひとつの伝説と矛盾する。
孔穎達によると、三皇の時代に字がなかったというのは緯書にもとづく説にすぎず、蒼頡が黄帝の史官であったとするのも一説にすぎないとして、伏犧以前に文字があったとする。

## 古三墳
『古三墳』なる書物が現存するが、宋以前の目録に見えず、宋代の偽書と考えられている。山墳・気墳・形墳の3篇に分かれており、それぞれ三易の連山・帰蔵・坤乾に相当する。3篇のいずれも8つの要素の組みあわせそれぞれの名前を記している。
- 山墳は天皇伏羲氏の連山易で、君・臣・民・物・陰・陽・兵・象の八卦の組み合わせ
- 気墳は人皇神農氏の帰蔵易で、帰・蔵・生・動・長・育・止・殺の八卦の組み合わせ
- 形墳は地皇軒轅氏の坤乾易で、天・地・日・月・山・川・雲・気の八卦の組み合わせ

ほかに「太古河図代姓紀」「天皇伏羲氏皇策辞」「人皇神農氏政典」「地皇軒轅氏政典」という文章が附属する。
『古三墳』には南宋の紹興17年（1147年）刊本（中国国家図書館蔵）がある。北宋の毛漸の序が附属し、それによると元豊7年（1084年）に毛漸が入手したもので、もとは経は古文で書いてあり、それに隷書で書かれた伝が附属していたという。後序によると伝は書物を唐末の天復年間に発見した隠士によるという。明の『漢魏叢書』にも収める。